# 福陞額
昌祿（1809年—？），榜名福陞額，字綏之，号珍斋，谭氏，内务府汉军正黄旗人。道光丁酉举人，戊戌进士。后官山西代州、直隶州知州。

## 家族
- 高祖八和，柏唐阿；
- 曾祖福保，催掌；
- 祖拴住，领催；
- 父广壽，会计司郎中；
- 妻康氏，内务府佐领安贵之女，道光丁未进士延齡之姐；
- 子文琦，同治戊辰进士、文俊，景山官学生。[2]